# Championnats d'Europe espoirs d'athlétisme 2015
Navigation
2013 Édition suivante
Les 10e Championnats d'Europe espoirs d'athlétisme ont eu lieu du 9 au 12 juillet 2015 à Tallinn en Estonie, dans le stade de Kadriorg.

## Résultats

### Hommes
| Épreuves | Or                                                                                  | Argent                                                                                   | Bronze                                                                                |
| --- | ----------------------------------------------------------------------------------- | ---------------------------------------------------------------------------------------- | ------------------------------------------------------------------------------------- |
| 100 m (vent : 0,0 m/s) | Giovanni Galbieri 10 s 33 PB                                                        | Denis Dimitrov 10 s 34                                                                   | Guy-Elphège Anouman 10 s 39                                                           |
| 200 m (vent : 1,1 m/s) | Karol Zalewski 20 s 49                                                              | Leon Reid 20 s 63                                                                        | Jan Jirka 20 s 82                                                                     |
| 400 m | Thomas Jordier 45 s 50 PB                                                           | Pavel Ivashko 45 s 73                                                                    | Luka Janežič 45 s 73                                                                  |
| 800 m | Artur Kuciapski 1 min 48 s 11                                                       | Saúl Ordóñez 1 min 48 s 23                                                               | Žan Rudolf 1 min 48 s 47                                                              |
| 1 500 m | Marc Alcalá 3 min 44 s 54                                                           | Mohad Abdikadar Sheik Ali 3 min 44 s 91                                                  | Neil Gourley 3 min 45 s 04                                                            |
| 5 000 m | Ali Kaya 13 min 20 s 16 (CR)                                                        | Isaac Kimeli 13 min 54 s 33                                                              | Carlos Mayo 13 min 55 s 19                                                            |
| 10 000 m | Ali Kaya 27 min 53 s 38 CR                                                          | Mikhail Strelkov 28 min 53 s 94 PB                                                       | Yassine Rachik 28 min 53 s 99                                                         |
| 110 m haies (vent : -1,5 m/s) | David Omoregie 13 s 63                                                              | Javier Colomo 13 s 73 PB                                                                 | Lorenzo Perini 13 s 86 SB                                                             |
| 400 m haies | Patryk Dobek 48 s 84 EL, PB                                                         | Jussi Kanervo 49 s 66 PB                                                                 | Nicolai Hartling 50 s 02 NR                                                           |
| 3 000 m steeple | Mitko Tsenov 8 min 37 s 79                                                          | Viktor Bakharev 8 min 40 s 75                                                            | Osama Zoghlami 8 min 42 s 00                                                          |
| 4 × 100 m | France Guy-Elphège Anouman Méba-Mickaël Zézé Ken Romain Stuart Dutamby 39 s 36      | Tchéquie Marcel Kadlec Michal Desenský Jan Jirka Zdeněk Stromšík 39 s 38                 | Russie Aleksandr Yeliseyev Dmitriy Sychev Denis Ogarkov Kirill Chernukhin 39 s 45 NUR |
| 4 × 400 m | France Ludvy Vaillant Alexandre Divet Nicolas Courbière Thomas Jordier 3 min 4 s 92 | Pologne Kajetan Duszyński Patryk Dobek Bartłomiej Chojnowski Karol Zalewski 3 min 5 s 35 | Allemagne Jakob Krempin Alexander Gladitz Torben Junker Marc Koch 3 min 5 s 97        |
| 20 km marche | Nikolay Markov 1 h 23 min 49 s                                                      | Álvaro Martín 1 h 24 min 51 s                                                            | Pavel Parshin 1 h 25 min 26 s                                                         |
| Saut en hauteur | Ilya Ivanyuk 2,30 m PB                                                              | Dmitriy Kroyter 2,24 m SB                                                                | Chris Kandu SB Eugenio Meloni 2,21 m PB                                               |
| Saut à la perche | Robert Renner 5,55 m NUR, PB                                                        | Leonid Kobelev 5,55 m PB                                                                 | Adrián Vallés 5,50 m                                                                  |
| Saut en longueur | Fabian Heinle 8,14 m (-0,4 m/s)                                                     | Radek Juška 8,00 m (+1,1 m/s)                                                            | Bachana Khorava 7,97 m NUR (+1,0 m/s)                                                 |
| Triple saut | Dmitriy Chizhikov 17,05 m                                                           | Georgi Tsonov 16,77 m PB                                                                 | Ilya Potaptsev 16,46 m                                                                |
| Lancer du poids | Filip Mihaljević 19,35 m                                                            | Bob Bertemes 19,29 m                                                                     | Andrzej Regin 19,08 m PB                                                              |
| Lancer du disque | Alin Firfirică 60,64 m                                                              | Wojciech Praczyk 58,96 m                                                                 | Róbert Szikszai 58,82 m                                                               |
| Lancer du marteau | Nick Miller 74,46 m                                                                 | Valeriy Pronkin 74,29 m                                                                  | Bence Pásztor 74,06 m                                                                 |
| Lancer du javelot | Kacper Oleszczuk 82,29 m PB                                                         | Maksym Bohdan 81,08 m                                                                    | Bernhard Seifert 80,57 m SB                                                           |
| Décathlon | Pieter Braun 8 195 pts                                                              | Jorge Ureña 7 983 pts PB                                                                 | Janek Õiglane 7 945 pts PB                                                            |
| Records et Performances - AR : Record continental (area record) - CR : Record des championnats (championship record) - MR : Record du meeting (meet record) - NR : Record national (national record) - OR : Record olympique (olympic record) - PR : Record paralympique (paralympic record) - PB : Record personnel (personal best) - SB : Meilleure performance personnelle de la saison (season's best) - WL : Meilleure performance mondiale de l'année (world leader) - WJR : Record du monde junior (world junior record) - WR : Record du monde (world record) Circonstances et Conditions - DNF : N'a pas terminé (did not finish) - DNS : N'a pas pris le départ (did not start) - DQ : Disqualification (disqualification) - NM : Aucun essai valable enregistré (No Mark) - Q : Qualifié « directement » au prochain tour (ou à la prochaine compétition), lors d'une compétition majeure, grâce au classement ou à la réalisation des minima (automatic qualifier) - q : Qualifié au prochain tour (ou à la prochaine compétition), lors d'une compétition majeure, grâce au repêchage ou à la réalisation de l'une des meilleures performances parmi celles des « non qualifiés directement » (grâce au meilleur temps ou à la meilleure distance par exemple) (secondary qualifier) |                                                                                     |                                                                                          |                                                                                       |

### Femmes
| Épreuves | Or                                                                                            | Argent                                                                                             | Bronze                                                                                 |
| --- | --------------------------------------------------------------------------------------------- | -------------------------------------------------------------------------------------------------- | -------------------------------------------------------------------------------------- |
| 100 m (vent : -0,2 m/s) | Rebekka Haase 11 s 47                                                                         | Alexandra Burghardt 11 s 54                                                                        | Stella Akakpo 11 s 55                                                                  |
| 200 m (vent : +0,6 m/s) | Rebekka Haase 23 s 16                                                                         | Anna-Lena Freese 23 s 22 PB                                                                        | Brigitte Ntiamoah 23 s 49                                                              |
| 400 m | Bianca Răzor 51 s 31 =EL                                                                      | Ekaterina Renzhina 51 s 51 PB                                                                      | Patrycja Wyciszkiewicz 51 s 63                                                         |
| 800 m | Renelle Lamote 2 min 0 s 19                                                                   | Anastasiya Tkachuk 2 min 0 s 43                                                                    | Christina Hering 2 min 0 s 88 PB                                                       |
| 1 500 m | Amela Terzić 4 min 04 s 77 CR,NR                                                              | Sofia Ennaoui 4 min 04 s 90 PB                                                                     | Nataliya Pryshchepa 4 min 06 s 29 PB                                                   |
| 5 000 m | Liv Westphal 15 min 30 s 61                                                                   | Louise Carton 15 min 32 s 75 NUR                                                                   | Viktoriya Kalyuzhna 15 min 38 s 38 NUR                                                 |
| 10 000 m | Jip Vastenburg 32 min 18 s 69                                                                 | Rhona Auckland 32 min 22 s 79 PB                                                                   | Alice Wright 32 min 46 s 57 PB                                                         |
| 100 m haies (vent : -0,2 m/s) | Noemi Zbären 12 s 71 CR                                                                       | Karolina Kołeczek 12 s 92                                                                          | Nadine Visser 13 s 01                                                                  |
| 400 m haies | Elise Malmberg 55 s 88 PB                                                                     | Stina Troest 56 s 01                                                                               | Aurélie Chaboudez 56 s 04                                                              |
| 3 000 m steeple | Tuğba Güvenç 9 min 36 s 14 CR                                                                 | Maeva Danois 9 min 40 s 89 NUR                                                                     | Emma Oudiou 9 min 44 s 44 PB                                                           |
| 4 × 100 m | Allemagne Amelie-Sophie Lederer Alexandra Burghardt Rebekka Haase Anna-Lena Freese 43 s 47    | Italie Martina Favaretto Irene Siragusa Anna Bongiorni Johanelis Herrera Abreu 44 s 06             | Suisse Lena Weiss Sarah Atcho Charlène Keller Noemi Zbären 44 s 24 NUR                 |
| 4 × 400 m | Royaume-Uni Seren Bundy-Davies Zoey Clark Victoria Ohuruogu Kirsten McAslan 3 min 30 s 07 NUR | Pologne Małgorzata Curyło Martyna Dąbrowska Adrianna Janowicz Patrycja Wyciszkiewicz 3 min 30 s 24 | Russie Yana Glotova Yuliya Spiridonova Tatyana Zotova Ekaterina Renzhina 3 min 30 s 78 |
| 20 km marche | Mariya Ponomaryova 1 h 27 min 17 s CR                                                         | Anežka Drahotová 1 h 27 min 25 s                                                                   | Lyudmyla Olyanovska 1 h 28 min 41 s                                                    |
| Saut en hauteur | Alessia Trost 1,90 m                                                                          | Nafissatou Thiam 1,87 m                                                                            | Iryna Gerashchenko 1,87 m                                                              |
| Saut à la perche | Angelica Bengtsson 4,55 m                                                                     | Michaela Meijer 4,50 m                                                                             | Natalya Demidenko 4,35 m SB                                                            |
| Saut en longueur | Malaika Mihambo 6,73 m (+1,6 m/s)                                                             | Jazmin Sawyers 6,71 m PB (+0,6 m/s)                                                                | Alina Rotaru 6,69 m (+0,1 m/s)                                                         |
| Triple saut | Dovilė Dzindzaletaitė 14,23 m NR (+1,9 m/s)                                                   | Elena Panțuroiu 14,13 m PB (+1,8 m/s)                                                              | Tetyana Ptashkina 14,05 m (+1,0 m/s)                                                   |
| Lancer du poids | Viktoryia Kolb 17,47 m EL                                                                     | Shanice Craft 17,29 m SB                                                                           | Sara Gambetta 16,99 m PB                                                               |
| Lancer du disque | Shanice Craft 63,83 m SB                                                                      | Anna Rüh 61,27 m                                                                                   | Kristin Pudenz 59,94 m                                                                 |
| Lancer du marteau | Alexandra Tavernier 72,50 m                                                                   | Alena Sobaleva 71,20 m                                                                             | Malwina Kopron 68,57 m                                                                 |
| Lancer du javelot | Christin Hussong 65,60 m CR                                                                   | Kateryna Derun 58,60 m SB                                                                          | Liveta Jasiūnaitė 55,77 m SB                                                           |
| Heptathlon | Xénia Krizsán 6 303 pts SB                                                                    | Lyubov Tkach 6 055 pts                                                                             | Ivona Dadic 6 033 pts NR                                                               |
| Records et Performances - AR : Record continental (area record) - CR : Record des championnats (championship record) - MR : Record du meeting (meet record) - NR : Record national (national record) - OR : Record olympique (olympic record) - PR : Record paralympique (paralympic record) - PB : Record personnel (personal best) - SB : Meilleure performance personnelle de la saison (season's best) - WL : Meilleure performance mondiale de l'année (world leader) - WJR : Record du monde junior (world junior record) - WR : Record du monde (world record) Circonstances et Conditions - DNF : N'a pas terminé (did not finish) - DNS : N'a pas pris le départ (did not start) - DQ : Disqualification (disqualification) - NM : Aucun essai valable enregistré (No Mark) - Q : Qualifié « directement » au prochain tour (ou à la prochaine compétition), lors d'une compétition majeure, grâce au classement ou à la réalisation des minima (automatic qualifier) - q : Qualifié au prochain tour (ou à la prochaine compétition), lors d'une compétition majeure, grâce au repêchage ou à la réalisation de l'une des meilleures performances parmi celles des « non qualifiés directement » (grâce au meilleur temps ou à la meilleure distance par exemple) (secondary qualifier) |                                                                                               | |                                                                                        |

## Tableau des médailles
| Rang | Nation      | Or | Argent | Bronze | Total |
| ---- | ----------- | -- | ------ | ------ | ----- |
| 1    | Allemagne   | 7  | 4      | 5      | 16    |
| 2    | France      | 6  | 1      | 5      | 12    |
| 3    | Russie      | 4  | 7      | 5      | 16    |
| 4    | Pologne     | 4  | 5      | 3      | 12    |
| 5    | Royaume-Uni | 3  | 3      | 3      | 9     |
| 6    | Turquie     | 3  | 0      | 0      | 3     |
| 7    | Italie      | 2  | 2      | 4      | 8     |
| 8    | Roumanie    | 2  | 1      | 1      | 4     |
| 9    | Suède       | 2  | 1      | 0      | 3     |
| 10   | Pays-Bas    | 2  | 0      | 1      | 3     |
| 11   | Espagne     | 1  | 4      | 2      | 7     |
| 12   | Bulgarie    | 1  | 2      | 0      | 3     |
| 13   | Biélorussie | 1  | 1      | 0      | 2     |
| 14   | Hongrie     | 1  | 0      | 2      | 3     |
| 14   | Slovénie    | 1  | 0      | 2      | 3     |
| 16   | Lituanie    | 1  | 0      | 1      | 2     |
| 16   | Suisse      | 1  | 0      | 1      | 2     |
| 18   | Croatie     | 1  | 0      | 0      | 1     |
| 18   | Serbie      | 1  | 0      | 0      | 1     |
| 20   | Ukraine     | 0  | 3      | 5      | 8     |
| 21   | Tchéquie    | 0  | 3      | 1      | 4     |
| 22   | Belgique    | 0  | 3      | 0      | 3     |
| 23   | Danemark    | 0  | 1      | 1      | 2     |
| 24   | Finlande    | 0  | 1      | 0      | 1     |
| 24   | Israël      | 0  | 1      | 0      | 1     |
| 24   | Luxembourg  | 0  | 1      | 0      | 1     |
| 27   | Autriche    | 0  | 0      | 1      | 1     |
| 27   | Estonie     | 0  | 0      | 1      | 1     |
| 27   | Géorgie     | 0  | 0      | 1      | 1     |
|      | Total       | 44 | 44     | 45     | 133   |